# Beförderungszeitquotient
Als Beförderungszeitquotient (BFQ) (auch Beförderungszeitgrad) bezeichnet man in der Eisenbahnbetriebswissenschaft den Quotienten aus realisierter bzw. fahrplanmäßiger Fahrzeit zur Mindestfahrzeit.

## Beschreibung
Ein unbehindert fahrender Zug hat definitionsgemäß einen BFQ von 1, da dieser mit seiner Mindestfahrzeit ohne Beeinflussung durch Störfaktoren verkehren kann. Bei der Fahrplankonstruktion muss jedoch von dieser Mindestfahrzeit abgewichen werden. So müssen etwa Anschlüsse berücksichtigt werden, Zugkreuzungen abgewartet werden usw. Somit ist die fahrplanmäßige Fahrzeit des Zuges höher als seine Mindestfahrzeit. Sein BFQ ist somit größer 1.
Ähnlich dem Umwegfaktor in der Verkehrsplanung wird der BFQ zur Beurteilung der Qualität einer gewissen Fahrplantrasse benutzt. Weist sie einen zu hohen BFQ auf, so wird sie als nicht marktgerecht in der Fahrplankonstruktion verworfen werden.
Es kann zwischen dem BFQ Fahrplan und dem BFQ Betrieb unterschieden werden. Ersterer betrachtet die geplanten Fahrzeiten, Letzterer die tatsächlich im Betrieb bzw. in einer Betriebssimulation realisierten/realisierbaren Fahrzeiten.

## Anmerkung
Basis für den Beförderungszeitquotienten ist die Mindestfahrzeit. Diese ist nicht die technisch kürzestmögliche Fahrzeit, sondern enthält daneben noch Pufferzeiten und Zuschläge. Somit ist es möglich, dass im realen Bahnbetrieb durchaus ein BFQ kleiner als 1 auftritt. In diesem Fall verkehrt ein Zug schneller, als es fahrplanmäßig vorgesehen wäre.